# 巴尔迪塞罗-达尔巴
巴尔迪塞罗-达尔巴（義大利語：Baldissero d'Alba），是意大利库内奥省的一个市镇。总面积15平方公里，人口1071人，人口密度71.4人/平方公里（2009年）。ISTAT代码为004010。